# 第47回社会人野球日本選手権大会予選
第47回社会人野球日本選手権大会予選は、第47回社会人野球日本選手権大会の出場チームを決定するために行われた予選および各種大会の結果をまとめたものである。（コールドゲーム及び延長戦のイニングは記載していない。）

## 第93回都市対抗野球大会
ENEOSが本戦出場

## 第46回全日本クラブ野球選手権大会
- 決勝

大和高田クラブ　8－7　全足利クラブ
大和高田クラブが本戦出場

## 日本選手権対象大会

### 第76回JABA東京スポニチ大会
- 予選リーグAブロック

1位：東芝、2位：ヤマハ、3位：JR東日本東北、4位：鷺宮製作所
- 予選リーグBブロック

1位：ENEOS、2位：日本新薬、3位：日本製鉄かずさマジック、4位：三菱自動車倉敷オーシャンズ
- 予選リーグCブロック

1位：JR九州、2位：NTT東日本、3位：JFE東日本、4位：ニチダイ
- 予選リーグDブロック

1位：日立製作所、2位：セガサミー、3位：西濃運輸、4位：カナフレックス
- 準決勝

東芝　3－2　ENEOS
JR九州　6－2　日立製作所
- 決勝

東芝　6－0　JR九州
東芝が本戦出場

### 第68回JABA静岡大会
- 予選リーグAブロック

1位：東海理化、2位：東京ガス、3位：エナジック、4位：ヤマハ
- 予選リーグBブロック

1位：日本製鉄鹿島、2位：トヨタ自動車、3位：JR東日本東北、4位：Honda鈴鹿
- 予選リーグCブロック

1位：Honda、2位：JR東海、3位：パナソニック、4位：日本製鉄東海REX
- 予選リーグDブロック

1位：王子、2位：JR東日本、3位：三菱自動車岡崎、4位：IMF BANDITS富山
- 準決勝

日本製鉄鹿島　5－3　Honda
王子　4－3　東海理化
- 決勝

日本製鉄鹿島　2－1　王子
日本製鉄鹿島が本戦出場

### 第50回JABA四国大会
- 予選リーグAブロック

1位：明治安田生命、2位：ミキハウス、3位：KMGホールディングス、4位：JR四国
- 予選リーグBブロック

1位：日鉄ステンレス山口シーガルズ、2位：東邦ガス、3位：沖縄電力、4位：四国銀行
- 予選リーグCブロック

1位：三菱重工East、2位：日本製鉄大分、3位：JFE西日本、4位：アークバリア
- 予選リーグDブロック

1位：日本通運、2位：三菱重工West、3位：高知ファイティングドッグス、4位：シティライト岡山
- 準決勝

三菱重工East　7－6　明治安田生命
日本通運　7－0　日鉄ステンレス山口シーガルズ
- 決勝

日本通運　8－0　三菱重工East
日本通運が本戦出場

### 第63回JABA長野県知事旗争奪野球大会
- 予選リーグAブロック

1位：ENEOS、2位：Honda鈴鹿、3位：七十七銀行、4位：FedEx
- 予選リーグBブロック

1位：東京ガス、2位：伏木海陸運送、3位：東邦ガス、4位：神戸ビルダーズ
- 予選リーグCブロック

1位：鷺宮製作所、2位：西濃運輸、3位：ミキハウス、4位：バイタルネット
- 予選リーグDブロック

1位：Honda、2位：信越硬式野球クラブ、3位：ロキテクノ富山、4位：TDK
- 準決勝

東京ガス　6－2　鷺宮製作所
ENEOS　12－5　Honda
- 決勝

東京ガス　4－1　ENEOS
東京ガスが本戦出場

### 第64回JABA岡山大会
- 予選リーグAブロック

1位：トヨタ自動車、2位：三菱自動車倉敷オーシャンズ、3位：ツネイシブルーパイレーツ、4位：NTT西日本
- 予選リーグBブロック

1位：パナソニック、2位：セガサミー、3位：四国銀行、4位：JFE西日本
- 予選リーグCブロック

1位：Honda熊本、2位：JR西日本、3位：日本製鉄東海REX、4位：航空自衛隊千歳
- 予選リーグDブロック

1位：シティライト岡山、2位：日本製鉄かずさマジック、3位：JR九州、4位：伯和ビクトリーズ
- 準決勝

Honda熊本　6－5　トヨタ自動車
パナソニック　2－1　シティライト岡山
- 決勝

Honda熊本　3－1　パナソニック
Honda熊本が本戦出場

### 第44回JABA日立市長杯争奪野球大会
- 予選リーグAブロック

1位：東芝、2位：日立製作所、3位：日本製鉄広畑、4位：沖データコンピュータ教育学院
- 予選リーグBブロック

1位：日本製鉄鹿島、2位：王子、3位：トヨタ自動車東日本、4位：NTT東日本
- 予選リーグCブロック

1位：SUBARU、2位：三菱自動車岡崎、3位：JFE東日本、4位：きらやか銀行
- 予選リーグDブロック

1位：日本生命、2位：日本通運、3位：明治安田生命、4位：ジェイプロジェクト
- 準決勝

SUBARU　4－2　東芝
日本生命　6－4　日本製鉄鹿島
- 決勝

日本生命　5－4　SUBARU
日本生命が本戦出場

### 第72回JABA京都大会
- 予選リーグAブロック

1位：三菱重工East、2位：日本新薬、3位：大阪ガス、4位：東海理化
- 予選リーグBブロック

1位：日本製鉄広畑、2位：パナソニック、3位：SUBARU、4位：ヤマハ
- 予選リーグCブロック

1位：三菱重工West、2位：日本生命、3位：宮崎梅田学園、4位：ツネイシブルーパイレーツ
- 予選リーグDブロック

1位：セガサミー、2位：NTT西日本、3位：ニチダイ、4位：JR西日本
- 準決勝

三菱重工West　6－1　日本製鉄広畑
三菱重工East　2－1　セガサミー
- 決勝

三菱重工West　2－1　三菱重工East
三菱重工Westが本戦出場

### 第74回JABAベーブルース杯争奪大会
- 予選リーグAブロック

1位：日立製作所、2位：Honda鈴鹿、3位：日本製鉄東海REX、4位：JFE西日本
- 予選リーグBブロック

1位：西濃運輸、2位：東邦ガス、3位：明治安田生命、4位：信越硬式野球クラブ
- 予選リーグCブロック

1位：鷺宮製作所、2位：JR東海、3位：三菱自動車岡崎、4位：ロキテクノ富山
- 予選リーグDブロック

1位：北海道ガス、2位：カナフレックス、3位：日本製鉄かずさマジック、4位：ジェイプロジェクト
- 準決勝

日立製作所　5－1　西濃運輸
鷺宮製作所　7－0　北海道ガス
- 決勝

鷺宮製作所　7－0　日立製作所
鷺宮製作所が本戦出場

### 第74回JABA九州大会
- 予選リーグAブロック

1位：ENEOS、2位：JR九州、3位：ミキハウス、4位：日本製鉄大分
- 予選リーグBブロック

1位：日本通運、2位：王子、3位：エナジック、4位：KMGホールディングス
- 予選リーグCブロック

1位・Honda熊本、2位：東海理化、3位：日本製鉄鹿島、4位：沖データコンピュータ教育学院
- 予選リーグDブロック

1位：NTT東日本、2位：三菱自動車倉敷オーシャンズ、3位：三菱重工West、4位：西部ガス
- 準決勝

NTT東日本　12－11　Honda熊本
ENEOS　3－2　日本通運
- 決勝

ENEOS　6－0　NTT東日本
ENEOSは都市対抗野球大会も優勝したため、関東地区からの最終予選出場枠1増

### 第52回JABA東北大会
- 予選リーグAブロック

1位：JR北海道硬式野球クラブ、2位：東芝、3位：TDK、4位：トヨタ自動車
- 予選リーグBブロック

1位：JR東日本東北、2位：トヨタ自動車東日本、3位：バイタルネット、4位：SUBARU
- 予選リーグCブロック

1位：大阪ガス、2位：JR東日本、3位：七十七銀行、4位：日本製鉄室蘭シャークス
- 予選リーグDブロック

1位：伏木海陸運送、2位：Honda、3位：日本製紙石巻、4位：きらやか銀行
- 準決勝

大阪ガス　5－4　JR北海道硬式野球クラブ
JR東日本東北　6－3　伏木海陸運送
- 決勝

大阪ガス　5－2　JR東日本東北
大阪ガスが本戦出場

### 第63回JABA北海道大会
- 予選リーグAブロック

1位：TDK、2位：NTT西日本、3位：三菱重工East、4位：北海道ガス
- 予選リーグBブロック

1位：Honda熊本、2位：JFE東日本、3位：航空自衛隊千歳、出場辞退：ジェイプロジェクト
- 予選リーグCブロック

1位：大阪ガス、2位：エイジェック、3位：JR北海道硬式野球クラブ、出場辞退：伏木海陸運送
- 予選リーグDブロック

1位：JR東海、2位：東京ガス、3位：日本製紙石巻、4位：日本製鉄室蘭シャークス
- 準決勝

TDK　3－2　JR東海
Honda熊本　5－0　大阪ガス
- 決勝

Honda熊本　2－1　TDK
Honda熊本はすでに本戦出場権を得ているため、九州地区からの最終予選出場枠1増

## 地区最終予選

### 北海道地区
- 代表決定リーグ戦

第1戦　JR北海道硬式野球クラブ　6－1　北海道ガス
第2戦　航空自衛隊千歳　5－2　日本製鉄室蘭シャークス
第3戦　日本製鉄室蘭シャークス　13－2　北海道ガス
第4戦　航空自衛隊千歳　5－4　JR北海道硬式野球クラブ
第5戦　JR北海道硬式野球クラブ　4－3　日本製鉄室蘭シャークス
第6戦　航空自衛隊千歳　3－2　北海道ガス
航空自衛隊千歳が本戦出場

### 東北地区
- 1回戦

日本製紙石巻　9－0　JR盛岡
JR東日本東北　7－5　JR秋田
TDK　3－1　きらやか銀行
七十七銀行　1－0　トヨタ自動車東日本
- 準決勝

日本製紙石巻　9－0　JR東日本東北
TDK　4－1　七十七銀行
- 代表決定戦

TDK　3－0　日本製紙石巻
TDKが本戦出場

### 北信越地区
- 1回戦

ロキテクノ富山　7－3　FedEx
IMF BANDITS 富山　8－3　JR新潟
信越硬式野球クラブ　4－3　伏木海陸運送
- 準決勝

バイタルネット　6－2　ロキテクノ富山
IMF BANDITS 富山　7－3　信越硬式野球クラブ
- 代表決定戦

バイタルネット　4－0　IMF BANDITS 富山
バイタルネットが本戦出場

### 関東地区
ENEOS、東芝、日本製鉄鹿島、日本通運、東京ガス、鷺宮製作所は出場権を獲得済み。
- 1回戦

JR水戸　5－2　ウェルネススポーツ大学東京
- 2回戦

SUBARU　11－0　JR水戸
JFE東日本　6－3　JR東日本
三菱重工East　3－1　テイ・エス テック
明治安田生命　3－2　オールフロンティア
日立製作所　14－1　JR千葉
エイジェック　5－4　SUNホールディングス
Honda　6－3　JPアセット証券
セガサミー　5－1　茨城日産
NTT東日本　10－1　茨城トヨペット
ウェルネススポーツ大学　（不戦勝）　日本製鉄かずさマジック
- 代表決定戦

SUBARU　2－1　JFE東日本
三菱重工East　3－1　明治安田生命
日立製作所　6－2　エイジェック
セガサミー　4－3　Honda
NTT東日本　4－0　ウェルネススポーツ大学
SUBARU、三菱重工East、日立製作所、セガサミー、NTT東日本が本戦出場

### 東海地区
- 1回戦

三菱自動車岡崎　6－0　ジェイプロジェクト
JR東海　4－3　Honda鈴鹿
東邦ガス　3－1　日本製鉄東海REX
- 2回戦

ヤマハ　7－3　三菱自動車岡崎
JR東海　5－4　東海理化
王子　5－1　東邦ガス
トヨタ自動車　2－0　西濃運輸
- 準決勝

JR東海　7－3　ヤマハ
トヨタ自動車　9－6　王子
- 代表決定戦

トヨタ自動車　2－1　JR東海
- 敗者復活戦

王子　4－2　ヤマハ
- 代表決定戦

JR東海　4－3　王子
- 敗者復活1回戦

東海理化　4－0　ジェイプロジェクト
Honda鈴鹿　3－2　三菱自動車岡崎
西濃運輸　5－1　日本製鉄東海REX
- 敗者復活2回戦

東邦ガス　4－3　東海理化
Honda鈴鹿　4－2　西濃運輸
- 敗者復活3回戦

Honda鈴鹿　7－0　東邦ガス
- 敗者復活4回戦

ヤマハ　3－1　Honda鈴鹿
- 敗者復活代表決定戦

王子　5－3　ヤマハ
トヨタ自動車、JR東海、王子が本戦出場

### 近畿地区
日本生命、三菱重工West、大阪ガスは出場権を獲得済み。
- 1回戦

ニチダイ　10－3　履正社学園
カナフレックス　5－2　神戸ビルダーズ
ルネス紅葉スポーツ柔整専門学校　1－0　関メディベースボール学院
ミキハウス　7－0　島津製作所
- 2回戦

パナソニック　9－0　ニチダイ
カナフレックス　4－3　日本製鉄広畑
日本新薬　6－0　ルネス紅葉スポーツ柔整専門学校
NTT西日本　2－0　ミキハウス
- 代表決定戦

パナソニック　6－1　カナフレックス
日本新薬　8－6　NTT西日本
- 敗者復活1回戦

ミキハウス　13－2　履正社学園
神戸ビルダーズ　10－3　ルネス紅葉スポーツ柔整専門学校
日本製鉄広畑　6－1　関メディベースボール学院
ニチダイ　12－5　島津製作所
- 敗者復活2回戦

神戸ビルダーズ　1－0　ミキハウス
ニチダイ　4－3　日本製鉄広畑
- 敗者復活代表決定戦

カナフレックス　5－2　神戸ビルダーズ
NTT西日本　3－1　ニチダイ
パナソニック、日本新薬、カナフレックス、NTT西日本が本戦出場

### 中国地区
- 1回戦

ツネイシブルーパイレーツ　7－1　日鉄ステンレス
伯和ビクトリーズ　6－3　三菱自動車倉敷オーシャンズ
JR西日本　12－1　シティライト岡山
- 2回戦

ツネイシブルーパイレーツ　3－1　JFE西日本
JR西日本　8－5　伯和ビクトリーズ
- 代表決定戦

JR西日本　11－1　ツネイシブルーパイレーツ
- 敗者復活1回戦

日鉄ステンレス　2－0　三菱自動車倉敷オーシャンズ
- 敗者復活2回戦

シティライト岡山　8－1　日鉄ステンレス
JFE西日本　4－2　伯和ビクトリーズ
- 敗者復活3回戦

JFE西日本　6－1　シティライト岡山
- 敗者復活代表決定戦

JFE西日本　9－0　ツネイシブルーパイレーツ
JR西日本、JFE西日本が本戦出場

### 四国地区
- 1次予選

第1戦　JR四国　6－1　アークバリア
第2戦　JR四国　5－3　四国銀行
第3戦　四国銀行　5－0　アークバリア
第4戦　JR四国　7－1　アークバリア
第5戦　四国銀行　2－1　JR四国
第6戦　アークバリア　5－0　四国銀行
- 代表決定対抗戦（2勝先取）

第1戦　四国銀行　4－2　JR四国
第2戦　四国銀行　2－1　JR四国
四国銀行が本戦出場

### 九州地区
Honda熊本は出場権を獲得済み。
- 1回戦

大福ロジスティクス　6－0　鮮ど市場
宮崎梅田学園　8－1　苅田ビクトリーズ
エナジック　7－1　新海屋
- 2回戦

JR九州　5－2　大福ロジスティクス
日本製鉄大分　2－1　沖データコンピュータ教育学院
宮崎梅田学園　9－0　KMGホールディングス
西部ガス　8－3　エナジック
- 代表決定戦

JR九州　7－6　日本製鉄大分
西部ガス　1－0　宮崎梅田学園
- 敗者復活1回戦

大福ロジスティクス　3－1　KMGホールディングス
沖データコンピュータ教育学院　9－5　エナジック
- 敗者復活2回戦

宮崎梅田学園　6－5　大福ロジスティクス
日本製鉄　3－1　沖データコンピュータ教育学院
- 敗者復活代表決定戦

宮崎梅田学園　5－2　日本製鉄大分
JR九州、西部ガス、宮崎梅田学園が本戦出場